# Вічний жид (фільм)
«Вічний жид» (нім. «Der Ewige Jude») — німецький пропагандистський антисемітський фільм часів Третього Рейху, знятий режисером Фріцем Хіплером за розпорядженням міністра пропаганди Йозефа Геббельса і представлений як документальний. Оригінальна назва фільму «Der Ewige Jude» походить від імені середньовічного легендарного персонажа Агасфера (Вічного жида).
Сценарист фільму — Еберхард Тауберт. Прем'єра відбулася 28 листопада 1940 року. Голос за кадром належав дикторові «Die Deutsche Wochenschau» Гаррі Гізе.
Фільм складається з художніх та документальних кадрів, у тому числі знятих незабаром після нацистської окупації Польщі. У цей час чисельність польських євреїв становила 3 мільйони, або приблизно 10 % від загальної чисельності населення.

## Сюжет
Фільм відображає погляди націонал-соціалістів на природу юдаїзму і міжнародного єврейства. Він мав викликати негативне ставлення німецького народу до євреїв. Цієї мети автори домагалися шляхом демонстрації окремих елементів побуту і традицій євреїв, що проживали у Варшавському гетто, а також в Німеччині, Палестині і США. Увага акцентувалася на негативному впливі євреїв на культуру, мистецтво і науку. Також була показана історія розселення євреїв по всьому світу і їх роль у міжнародному фінансовому світі з точки зору націонал-соціалістів. Зокрема, йшлося про те, що барон Ротшильд розіслав синів в різні країни Європи (Натан в Лондоні, Яків в Парижі, Соломон у Відні, Карл в Неаполі, Амшель у Франкфурті), щоб заснувати там банки й отримували доходи від міжнародних перевезень під час воєн.

## Доступність фільму

### У Німеччині
У Німеччині фільм заборонений до публічного показу, за винятком навчальних закладів, як недозволений до рекламування та доступу для молоді.

### У США
У США фільм знаходиться у суспільному надбанні і доступний для вільного перегляду без обмежень.